# Dorfkirche Rädel

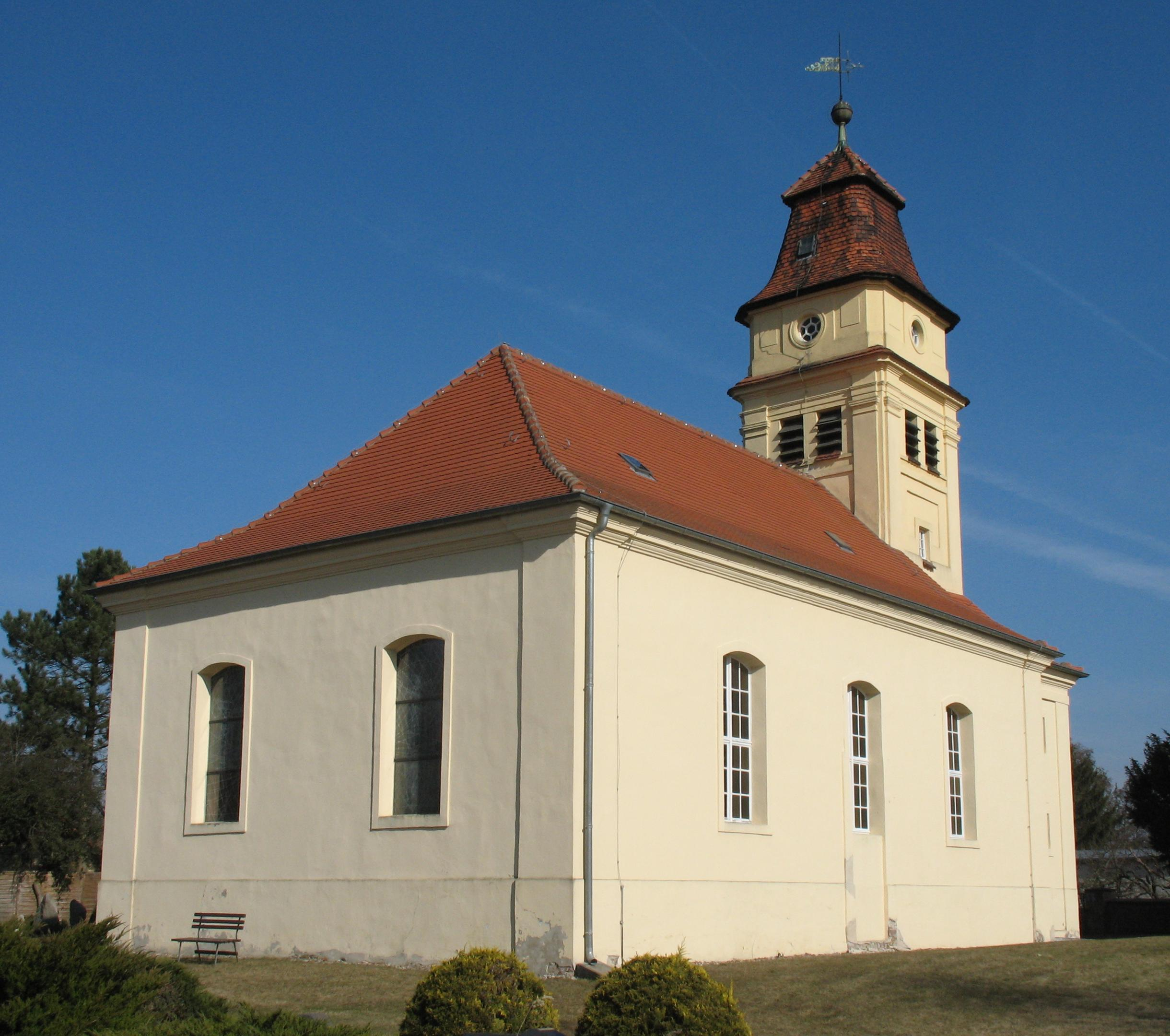
Dorfkirche Rädel

Die evangelische Dorfkirche Rädel ist eine barocke Saalkirche in Rädel, einem Ortsteil der Gemeinde Kloster Lehnin im Landkreis Potsdam-Mittelmark im Land Brandenburg. Die Kirchengemeinde gehört zum Pfarrbereich Lehnin im Kirchenkreis Mittelmark-Brandenburg der Evangelischen Kirche Berlin-Brandenburg-schlesische Oberlausitz. Der Kirchturm befindet sich nicht wie üblich an der Westseite des Gebäudes, sondern an seiner Ostseite.

## Lage
Die Hauptstraße führt von Norden kommend in südlicher Richtung durch den Ort. Am südlichen Ende steht die Kirche westlich der Straße auf einem leicht erhöhten Grundstück mit einem Kirchfriedhof, der mit einer Mauer aus Mauersteinen eingefriedet ist. Nordöstlich befindet sich das Pfarrgehöft.

## Geschichte

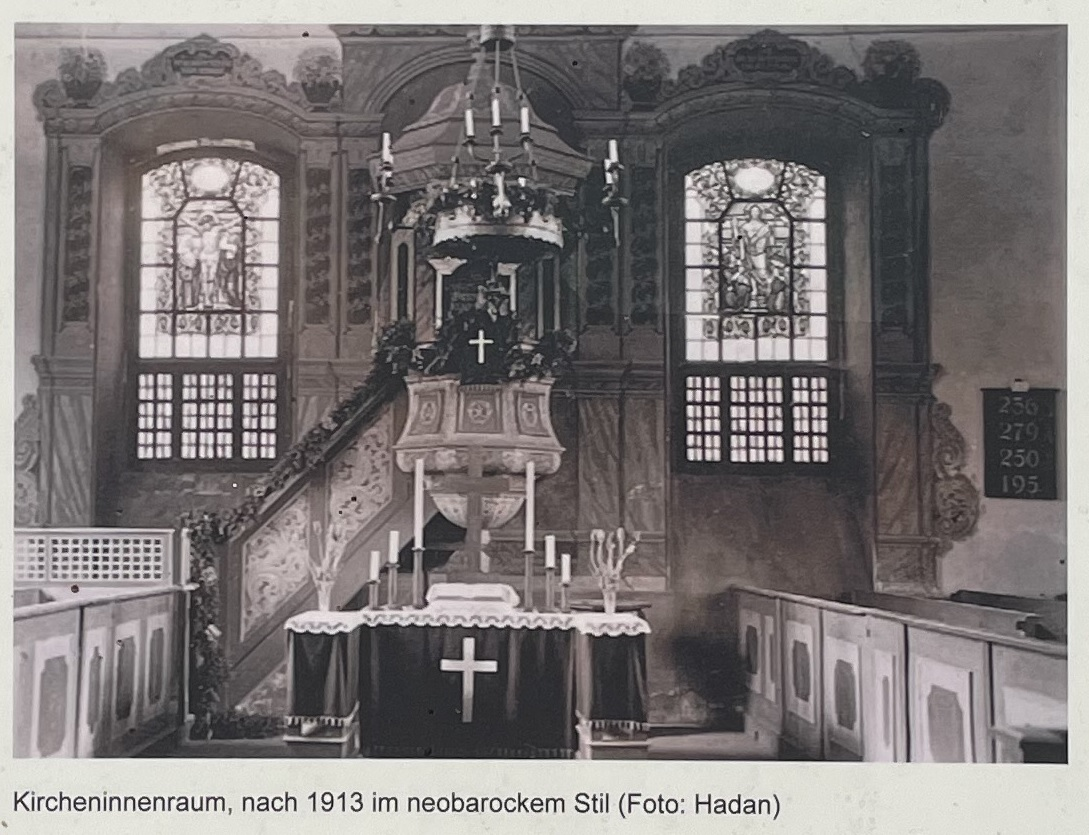
Historische Ansicht des Altars

Bereits 1442 wurde in Rädel ein Pfarrer erwähnt (Nicolao uden in Redel). Das Dorf war Mutterkirche mit Tochterkirchen in Damelang (um 1500), Schwina (spätestens 1541) sowie Möllendorf. Einen ersten Hinweis auf einen Pfarrer gab es jedoch schon deutlich früher: Im Landbuch Karls IV. aus dem Jahr 1375 sind für Rädel vier (!) Pfarrhufen erwähnt – möglicherweise waren aus einem wüst gefallenen Nachbardorf weitere Flächen hinzugekommen. Diese Hufen wurden vom Pfarrer selbst bewirtschaftet und waren 1558 weitgehend zugewachsen. Nach der Reformation war Rädel Mutterkirche von Lehnin – der Pfarrer war verpflichtet, in der dortigen Klosterkirche zu predigen. Im Jahr 1691 erhielt Lehnin einen reformierten Prediger, während der Rädeler Pfarrer für die lutherischen Bewohner bis 1836 zuständig blieb. Das Kirchenpatronat lag bis zur Reformation beim Kloster Lehnin und ging 1542 an das Amt. Über den Vorgängerbau gibt es bislang keine Erkenntnisse.
Im Jahr 1739 erfolgte ein barocker Neubau des Kirchenschiffs, das einen im Osten befindlichen Dachturm erhielt. Das Brandenburgische Landesamt für Denkmalpflege und Archäologische Landesmuseum (BLDAM) vermutet, dass der zuvor errichtete Westturm in dem moorigen Untergrund abgesackt sei und daher ein Neubau erforderlich war. Die Handwerker errichteten dabei eine Fachwerkkonstruktion, die anschließend verputzt und verblendet wurde.
Im Jahr 1907 gab es in der Kirchengemeinde Überlegungen, das Bauwerk zu erweitern. Der Turm hatte sich mittlerweile nach Westen geneigt; die Balkenköpfe der Dachkonstruktion war mittlerweile schadhaft. Im Folgejahr kam es zwischen der Regierung der der Kirchengemeinde zu einer Einigung über die auszuführenden Arbeiten, die Grundlage für neue Pläne des Kreisbauinspektors Müller aus Brandenburg waren. Dieser legte am 1. Dezember 1909 seine Arbeit vor. In den Jahren 1912 bis 1913 kam es unter der Leitung des Regierungsbaumeisters Conrad Dammeier zu einer durchgreifenden Erneuerung des Bauwerks. Er errichtete auch einen massiven Turmneubau, der barocke Stilelemente aufgriff. Geplant war ursprünglich, dass sich der Neubau optisch an dem abgetragenen Vorgänger orientierte. In den Turmunterbau wurde eine Vorhalle integriert, gleichzeitig dort auch die Aufgänge für die Emporen platziert. Dadurch wurde Platz im Kirchenschiff gewonnen. Mit der Ausmalung wurde der Kunstmaler Gerhard Severain aus Brandenburg beauftragt.
Im Jahr 1972 zerstörte ein Sturm die beiden Jugendstilfenster an der Westseite des Gebäudes. Die Kirchengemeinde nahm dies zum Anlass, auch die Inneneinrichtung zu modernisieren. Der Raum erhielt einen hellen Anstrich, die Empore wurde verkleinert und neue Fenster mit einer abstrakten Bleiverglasung wurden eingebaut. Der Gesamteindruck einer Schauwand bestehend aus einer neobarocken Bemalung und der barocken Kanzel ging aus Sicht des BLDAM durch die Umbaumaßnahmen verloren. In den Jahren 1993 bis 2001 erfolgte eine erneute Sanierung, die einen gelben Anstrich des Innenraums und ein neues Gestühl umfasste. Im Jahr 2020 führte die Kirchengemeinde Putz- und Malerarbeiten durch; 2021 wurde das Gelände umgestaltet, um Feuchtigkeit vom Bauwerk abzuleiten.

## Baubeschreibung

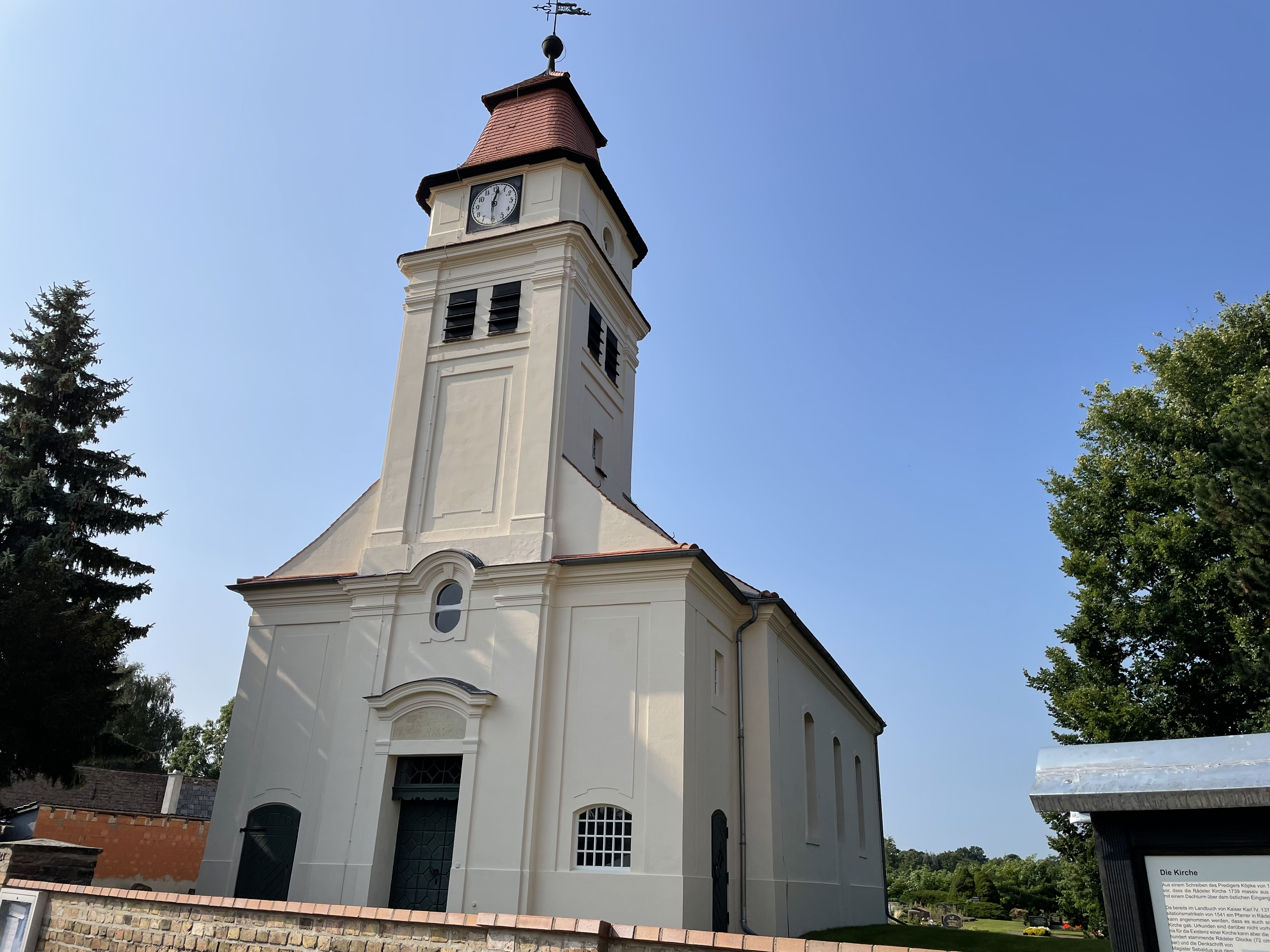
Ansicht von Osten

Das Bauwerk entstand im Wesentlichen aus Mauersteinen, die anschließend verputzt wurden. Das Kirchenschiff hat einen rechteckigen Grundriss von 17 Metern Länge und 11 Metern Breite, der mit Ecklisenen und einem Sockelputz betont wird. Gleiches gilt für die Fensteröffnungen, die mit Faschen hervorgehoben wurden. An der Westwand sind zwei gedrückt-segmentbogenförmige Fenster, an der Nord- und Südwand jeweils drei. Die mittleren Fenster beziehen dabei die ursprünglich vorhandenen Portale ein, die beim Umbau 1972 beseitigt wurden. Das Schiff trägt ein schlichtes Satteldach, das nach Westen hin abgewalmt ist.
Der Kirchturm hat einen querrechteckigen Grundriss und nimmt im unteren Geschoss annähernd die Breite des Schiffs ein. Er kann durch ein großes und hochrechteckiges Portal mit einem Segmentgiebeldach von Westen her betreten werden. Darüber ist die Inschrift: „Wie lieblich / sind deine Wohnungen / HERR ZEBAOTH!“ aus dem Requiem von Johannes Brahms zu lesen. Oberhalb ist ein ovales Fenster. Links neben dem Portal ist eine weitere Pforte, ebenso an der Südseite, durch die die Emporen erreicht werden können. Die insgesamt drei Felder der Fassade sind durch Lisenen weiter gegliedert. Oberhalb schließen sie mit einem Pultdach ab, aus dem sich ein quadratischer Turmschaft erstreckt. Dort sind an jeder Seite zwei hochrechteckige Klangarkade, darüber ein umlaufendes Gesims sowie an der Westseite eine Turmuhr. Sie stammt vom Großuhrenmacher G. Richter aus Berlin, der das Werk im Jahr 1900 einbaute. Darüber ist ein gestrecktes Mansarddach, das mit Turmkugel und Wetterfahne abschließt.

## Ausstattung
Die Mensa entstand in den Jahren 1912/1913 in neobarocken Formen aus Holz und ist stark gebaucht. Aus derselben Zeit stammt eine achteckige, hölzerne Fünte in stilisiert barocken Formen. Die Kanzel ist deutlich älter und stammt vermutlich aus dem Jahr 1739. Sie besteht aus einem hölzernen Aufbau an der Westwand zwischen den beiden Fenstern hinter dem Altar. Der fünfseitige Kanzelkorb schwingt nach unten hin aus und fußt auf einer zierlichen Stütze. Oberhalb ist ein Schalldeckel mit einer kuppelartigen Haube, die mit einer Urne bekrönt wurde. Die Kanzel kann durch eine seitliche Treppe mit einem neobarocken Geländer erreicht werden. Die Kirchweihe fand am 8. Mai 1913 statt. Im Jahr 1972 wurden die Polychromierung von Severain aus dem Jahr 1913 sowie die korrespondierende Bemalung der Westwand entfernt. Das Bauwerk wurde 1984 unter Denkmalschutz gestellt.
Aus der westlichen Empore steht eine Orgel, dessen Prospekt ebenfalls Dammeier im Jahr 1912 entwarf. Es handelt sich um eine Mischung aus Rokoko und Zopfstil, enthält aber auch barocke Originalteile. Das Orgelwerk stammt von Alexander Schuke, der ebenfalls 1912 tätig wurde. Das Instrument besitzt sechs Register, ein Manual und Pedal sowie eine pneumatische Kegellade und wurde um 2003 restauriert. 
Die beiden seitlichen toskanischen Säulen erinnern an den früheren Dachturm. Eine weitere Empore befand sich im Osten des Kirchenschiffs, war im Kern wohl barock, wurde 1912 vergrößert und bei der bereits erwähnten Umgestaltung im Jahr 1972 beseitigt. Zur weiteren Kirchenausstattung gehört ein Kronleuchter aus Messing, der um 1880 von einem aus seinem Amt scheidenden Pfarrer gestiftet wurde. Eine hölzerne Gedenktafel erinnert an die bislang seit der Reformation tätigen Pfarrer.
Im Turm hängen zwei Glocken: Eine mittelalterliche Bronzeglocke stammt vermutlich aus dem 14. Jahrhundert. Sie weist einen Durchmesser von 72 cm auf, besitzt aber keine Inschrift. Eine deutlich größere Glocke kam nach dem Ersten Weltkrieg in die Kirche. Die Kirchengemeinde musste im Zuge einer Metallspende des deutschen Volkes eine von Johann Thiele aus Berlin im Jahr 1735 gegossene Glocke abgeben. Der Ersatz trägt am Hals den Eichenlaubkranz und auf der Flanke eine Inschrift. Die Turmuhr stammt vom Großuhrenmacher G. Richter aus Berlin und wurde 1900 erbaut. Vor dem Bauwerk erinnert ein Denkmal an den Oberförster Gerhard Duden und seine Schwiegertochter. Duden war bis 1760 Förster in Rädel. Sein Sohn, Daniel Johann, war ebenfalls Oberförster. Als er 1783 starb, soll – so die Sage – sein Geist keine Ruhe gefunden haben. Er spukte um die Kirche und konnte erst vom Scharfrichter aus Werder in einem Sack gefangen werden. Nur mit großer Kraftanstrengung konnte der Geist des Dorfes verwiesen und auf einer kleinen Wiese in Richtung Beelitz ausgesetzt werden. Dort soll er noch heute sein Unwesen treiben.
Das BLDAM würdigt den schlichten barocken Putzbau auf Grund der ungewöhnlichen Position des reich gegliederten neobarocken Kirchturms als einen „anspruchsvollen Turmbau“ mit einem „besonderen Akzent“. Es handele sich, so das BLDAM weiter, um ein „originelles Beispiel für die freie Interpretation barocker Formen im Zeichen des Heimatstils im frühen 20. Jahrhundert“. Der Turm erzeuge einen „Wahrzeichencharkter“ für den Ort.